# أبو زيد الهلالي (فلم)
أبو زيد الهلالي فيلم مصري من إنتاج عام 1947.

## قصة الفيلم
يعرض الفيلم القصة الشعبية الشهيرة في سيرة «بني هلال» منذ ميلاد أبو زيد الهلالي أسود البشرة حيث حدث في بحيرة التوحيد أن وقفت «الخضرة الشريفة» لترى غرابًا أسود قويًا لم يستطع طيرًا على مهاجمته فتمنت أن تلد طفلاً له قوة هذا الغراب حتى ولو كان له لونه، فيأتى أبو زيد ليحقق هذه الرغبة ولكن القبيلة لا تعترف به وتتهم أمه بأنها أتت به سفاحًا ويطردها أبوه «رزق بن نايل» من القبيلة، فيشب أبو زيد في قبيلة بني زحلان حيث لجأت أمه المطرودة من قبيلتها ويصبح فارسًا مغواراً لا مثيل له في النزال، ويحدث أن تجمع الحرب بين القبيلتين بني زحلان وبني هلال فيحارب أبو زيد أباه وينفطر قلب الأم وتنهار أمام الأحداث لتعترف له بنسبه وأنه يحارب قبيلته، وعلى الصعيد الآخر يُعجب رزق الهلالي بشجاعة هذا الفارس الأسود وبطولته ويشعر تجاهه بشئ ما، وتجمعهما ساحة القتال مرة أخرى ليرى أبو زيد فيها أباه، يرى رزق الهلالى ابنه ليقر بنوته له ويعيد اعتبار أمه التي رماها في شرفها باطلاً، يعود أبو زيد ليصبح هلاليًا ويحارب في صفوف بني هلال فيما بعد.

## بطولة
- سراج منير
- فاتن حمامة
- أحمد البيه
- توحيد هلال
- لولا صدقي
- أمينة شريف

## وصلات خارجية
- مقالات تستعمل روابط فنية بلا صلة مع ويكي بيانات

1. ↑  "Film summary on Faten Hamama's official site". مؤرشف من الأصل في 2006-08-21.